# Reczyce (województwo zachodniopomorskie)
Reczyce – wieś w Polsce położona w województwie zachodniopomorskim, w powiecie myśliborskim, w gminie Boleszkowice.
W latach 1975–1998 miejscowość położona była w województwie gorzowskim.

## Historia
- 1755 – zbudowano kuźnicę Kutzdorfer Eisenhammer na rzece Myśla, której zadaniem była obróbka surówki produkowanej w hucie w Witnicy, a także żelaza śląskiego. Dostateczna ilość wody pozwalała na pracę w miarę ciągłą prowadzoną w dwu halach zaopatrzonych w 4 wielkie młoty do żelaza sztabowego i 2 do wykuwania prętów, 4 fryszerki do świeżenia surówki, obok których były dwie szopy na węgiel drzewny i inne materiały. Zatrudnionych tu było 12 robotników. Dzierżawcą kuźnicy byli radca wojenny Henkel i radca handlowy Winkelmann[3]. Pierwotnie przynależała ona prawdopodobnie do Gudzisza (Kutzdorf), stąd też jej nazwa – Kutzdorfer Eisenhammer, dopiero z upływem lat huta i zaplecze mieszkalne dla jej pracowników przekształciły się w odrębną osadę[4].
- 1756 – jedno z pomieszczeń produkcyjnych spłonęło przez nieostrożne obchodzenie się z ogniem, co spowodowało rezygnację dzierżawców z prowadzenia zakładu, który przechodzi pod zarząd państwowy[3]
- Po 1756 – powstały browar, suszarnia i gorzelnia
- 1765 – kuźnicę rozbudowano między innymi o urządzenie do produkcji czarnej blachy, co wymagało zainstalowania specjalnego młota[3]
- 1771 – zrezygnowano z produkcji czarnej blachy; zakład pracuje nie tylko w oparciu o surówkę z Witnicy, ale także szwedzką i syberyjską[3]
- 1767–1770 – kuźnica dostarcza duże ilości żelaza używanego do celów budowlanych do Poczdamu, gdzie wznoszono na terenie Sanssouci Neue Palast, Belvedere i inne budowle
- 1775 – bilans roku kuźnicy zamyka się sumą 2 000 talarów zysku; zatrudnienie: 1 kierownik, 1 kontroler, 5 mistrzów fryszerskich, 1 mistrz młota do produkcji żelaza w sztabach, 1 mistrz urządzeń kuźnicy, 3 mistrzów obsługujących wiertarki, 4 polewaczy (niem. Aufgießer) zatrudnionych przy obsłudze żeliwiaków, 1 palacz, 1 kowal hutniczy, 2 mistrzów węglarskich, 1 ich pomocnik 1 mierniczy węgla oraz 2 robotników placowych – razem 24 pracowników. Liczba ta każe lokować tę manufakturę w rzędzie dużych zakładów tego typu[3].
- 1777 – zaczęto przekuwać również surówkę z huty Magdespring w górach Harzu[3]
- 1784 – zaczęto przekuwać także surówkę ze Śląska[3]
- Połowa XIX w. – powstaje cmentarz ewangelicki przy kościele; obecnie brak oznaczenia na miejscu, brak nagrobków, teren zadrzewiony, pośrodku jest plac zabaw dla dzieci
- 1858–15.03.1864 – zakład prowadzi spółka handlowa Morell und Motz, będąca własnością mistrza ślusarskiego Georga Wilhelma Morella z Berlina i kapitalisty Ludwiga Adolpha Motza z Kostrzyna[5]
- 1860 – huta zatrudnia 26 osób: inspektora hutniczego, 4 majstrów, werkmistrza, 4 kowali; funkcjonuje 6 wydziałów produkcyjnych (4 – wytwarzały sztaby, 2 – pręty); surowiec pochodził ze Śląska, złom z Witnicy[6]
- 15.03.1864–25.01.1873 – zakład należy do Ludwiga Adolpha Motza z Kostrzyna[7]
- Po 1870 – huta stanowi już duży zakład metalurgiczny z odlewnią żeliwa i walcownią blach korzystającą z napędu wodnego; w tym czasie zbudowano przy zakładach stopień wodny i siłownię, która niemal do końca XIX w. stanowiła podstawowe źródło energii dla walcowni[6]
- 25.01.1873 – własność zakładu przechodzi na braci Carla Friedricha i Adolpha Gustava Motzów z Kostrzyna i zostaje zarejestrowana jako spółka handlowa pod nazwą A. Motz z siedzibą w Reczycach[8]
- 1896 – dyrektor huty Schigulski został członkiem Stowarzyszenia Niemieckich Hutników[9]
- 15.03.1904 – w Reczycach rozpoczęła działalność spółka Kalk-Cementstein-Industrie; jej właścicielami są starszy mistrz Friedrich Burgmann z Reczyc oraz brygadzista murarski Paul Blanke z Chwarszczan[10]
- 1910 – Reczyce liczą 73 mieszkańców[11]
- Około 1912 – zbudowano 2 mosty: nad rzeką Myślą oraz nad kanałem roboczym elektrowni
- 18.03.1927 – spółka Kalk-Cementstein-Industrie kończy działalność[10]
- 10.06.1929 – kupiec Carl Friedrich Motz wystąpił ze spółki A.Motz i została ona rozwiązana; dyplomowany inżynier dr Friedrich Motz z Katowic kontynuuje działalność firmy jako jednoosobowy przedsiębiorca[12]
- 1939 – przebudowa elektrowni wodnej
- II wojna światowa – zakłady zatrudniają kilkuset pracowników[6]
- Po 1945 – po dewastacjach wojennych zakładów nie odbudowano; zlikwidowano hale fabryczne walcowni, odlewni i warsztatów mechanicznych, maszyny i urządzenia zdemontowano i wywieziono do Poznania; likwidacja trwała do końca lat 80. XX w.; pozostała jedynie część energetyczna - funkcjonująca do dziś jako elektrownia wodna „Międzylesie”[6]
- 1946 – ponowne uruchomienie elektrowni wodnej